# لویی دو فرونتناک

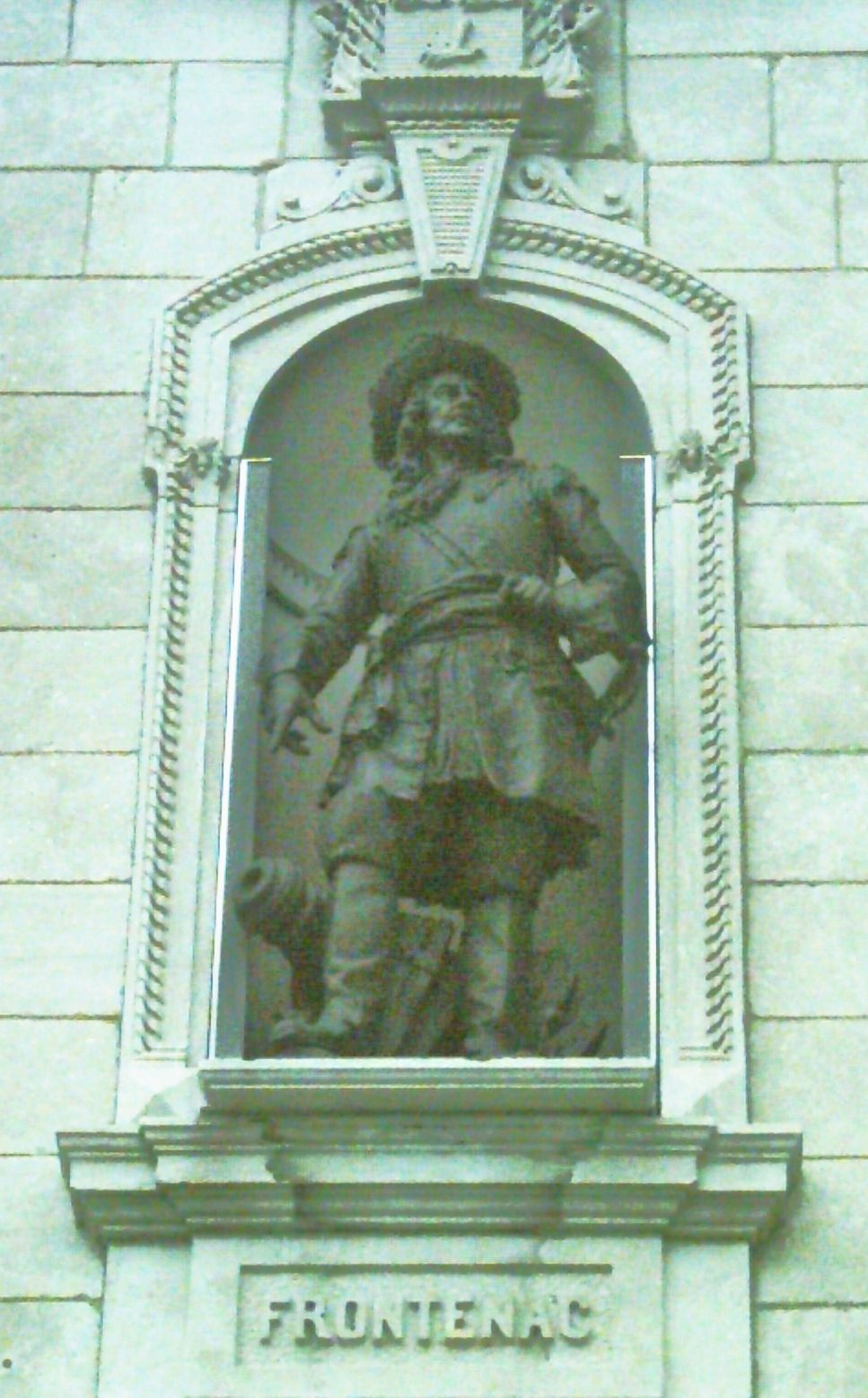
تندیس لویی دو فرونتناک در مجلس ملی کبک

کنت لوئی دو بواد دو فرونتناک (به فرانسوی: Louis de Buade de Frontenac)(زادهٔ ۱۲ مه ۱۶۲۲- مرگ ۲۸ نوامبر ۱۶۹۸) فرماندار فرانسه نو میان سال‌های ۱۶۷۲ تا ۱۶۸۲ و نیز از ۱۶۸۹ تا زمان مرگش بود. او جنگ‌های پیاپی‌ای با انگلیسی‌ها و نیز سرخ‌پوستان ایروکوا داشت.
او پشتیبان گسترش بازرگانی خز بود. او سازندهٔ فورت فرونتناک در کینگستون، انتاریوی کنونی بود. ستیزه‌های او با مقامات فرانسوی سبب برکناری او در ۱۶۸۲ گردید. دومین دور فرمانداری او به جنگ با انگلیسی‌ها در زمان تازش آنان به کبک و نبردهای پارتیزانی کامیابانه‌اش گذشت. همچنین او در پس راندن تازش ایروکواها به فرانسهٔ نو نیز کامیاب بود. 